# Налбандян, Сурен Рубенович
Суре́н Рубе́нович Налбандя́н (арм. Սուրեն Նալբանդյան; род. 3 июня 1956 года, Гегард, Армянская ССР) — советский борец греко-римского стиля, пятикратный чемпион СССР (1975—1977, 1979, 1980), двукратный чемпион Спартакиады народов СССР (1975, 1979), чемпион Европы (1977), олимпийский чемпион (1976). 13-ти кратный победитель международных турниров. Заслуженный мастер спорта СССР (1976). Награждён орденом «Знак Почёта» (1976). Самый молодой советский борец греко-римского стиля, ставший олимпийским чемпионом.

## Биография
Родился в селе Гегард Спитакского района Армянской ССР. Родители работали в совхозе. Мама, Гуркалова Ольга Филипповна, выращивала виноград, в 1950 году была удостоена звания Героя Социалистического Труда, отец, Рубен Лукьянович, бухгалтер и заядлый охотник, участник ВОВ, комиссован из-за ранения.
В 1964 году их семья переехала в Астрахань, где в 1969 году он начал заниматься борьбой под руководством заслуженного тренера РСФСР Владимира Фомина. В школе учился плохо, отличался недисциплинированностью, переводился в специальные учебные заведения. Среднее образование заканчивал в вечерней школе.
В 1972 году, на первом своём чемпионате среди юношей занял девятое место, но был замечен старшим тренером сборной РСФСР Сапуновым Геннадием Андреевичем. И на следующий год завоевал звание чемпиона СССР среди юношей, а в 1974 году — среди молодёжи.
Был призван на срочную военную службу. Служил и тренировался в Ростове-на-Дону. В 1975 году стал победителем чемпионата СССР, Спартакиады народов СССР и молодёжного чемпионата мира в весе 68 кг. В 1976 году выиграл второй раз подряд чемпионат СССР в 68 кг и вошёл в состав национальной сборной СССР на чемпионате Европы в Ленинграде, его поставили бороться в вес 62 кг, из-за сгона веса занял третье место. На Олимпийских играх в Монреале боролся в весовой категории до 68 кг и завоевал золотую медаль, став, на тот момент, самым молодым олимпийским чемпионом по классической борьбе за всю историю Олимпийских игр. На следующий год снова стал чемпионом СССР и чемпионом Европы. Поступил на заочное отделение ГЦОЛИФКа.
В 1977 году был отчислен из сборной по обвинениям в махинации квартирами и двоежёнстве, был лично не причастен и не признал вины.
Работал грузчиком на ликёро-водочном заводе, год не тренировался. В 1978 году сняли дисквалификацию, возобновил тренировки и выиграл чемпионат страны 1979 года и Спартакиаду народов СССР, боролся в 74 кг, пройдя катком по всем соперникам, том числе победил Арифа Нифтулаева, чемпиона мира 1978 года в 74 кг, и олимпийского чемпиона 1976 года в 74 кг Анатолия Быкова.
В 1980 году был участником Олимпийских игр в Москве, тренеры сборной СССР поставили бороться в 68 кг, но не смог завоевать медаль из-за судейства.
В схватке с борцом сборной Польши Анджеем Супроном, в первом периоде две скрутки Налбандяна с туше соперника судьи не засчитали, а в схватке с румынским борцом Штефаном Русу, румынский борец блокировал все атаки и был в пассиве, но сняли почему-то обоих борцов. Набрав 6 штрафных баллов стал четвертым.
После этого, завершил спортивную карьеру в 24 года, хотя многие борцы Советского Союза в этом возрасте только начинали свои первые достижения в большом спорте. Вернулся в Астрахань. Из-за драки (которую спровоцировали), был осуждён на три года общего режима.
У Сурена Рубеновича Налбандяна есть уникальное достижение, он единственный борец(среди борцов классического и вольного стиля) у которого, стопроцентный результат по участию в чемпионатах СССР и Спартакиад народов СССР и победам в них. (пять раз выступал на чемпионатах СССР (1975, 1976, 1977,1979, 1980) и стал пятикратным чемпионом СССР, две Спартакиады народов СССР (1975, 1979) и два чемпионских титула победителя), у Шамиля Хисамутдинова и Иванова Владимира Александровича тоже стопроцентный результат по количеству побед и выступлений на чемпионатах СССР (четыре выступления и четырежды чемпион СССР), но Хисамутдинов и Иванов не выступали на Спартакиадах народов СССР.
За всю историю СССР семь борцов классического стиля, став победителями Олимпийских игр по классической борьбе, ни разу не были чемпионами СССР, хотя многократно боролись на чемпионатах СССР.
Геннадий Андреевич Сапунов в своей книге «Золотых дел мастер» написал: «Сурен Налбандян демонстрировал такое филигранное владение искусством борьбы, что вдохновил меня на стихи в его честь.

С ним невозможно ничего поделать, если

Талант великому спортсмену Богом дан.

Мы с восхищением смотрим, как играет Месси,

Я вспоминаю как боролся Налбандян !

Азартный, мощный, постоянно весь — движенье,

Своим напором ураганным подавлял,

Его девизом было только нападение,

Иного способа борьбы не признавал!

Рывками, швунгами, давлением утомляя,

Он в напряжении противника держал,

По ходу схватки темп все время прибавляя,

Коронной фирменною скруткой добивал!»

Есть еще другое сравнение Г. А. Сапунова касаемо Сурена Налбандяна: Майк Тайсон в профессиональном боксе — Сурен Налбандян в классической борьбе.
В дальнейшем занимался тренерской работой, был консультантом в юношеской и молодежной сборной России по греко-римской борьбе (2006—2012 гг.), а также профессионально занялся разработкой научного подхода к общефизической, силовой и скоростной подготовке молодых борцов.
Начиная с 2017 года проживает в городе Ставрополе.
В 2018 году, в городе Ставрополе, открыт АНО «Центр спортивной борьбы олимпийского чемпиона Сурена Рубеновича Налбандяна», одним из учредителей организации является давний друг Сурена Рубеновича Налбандяна, с кем еще по юношам вместе боролись на различных турнирах проводимых в СССР, Олег Михайлович Дуканов, Герой России, генерал-лейтенант ФСБ России, мастер спорта СССР по классической борьбе. А старшим тренером работает сын Сурена Рубеновича, Артем Суренович Налбандян.